# Pagetopsis
Pagetopsis – rodzaj ryb z rodziny bielankowatych.

## Klasyfikacja
Gatunki zaliczane do tego rodzaju:
- Pagetopsis macropterus
- Pagetopsis maculatus